# ジュニア・オールスター戦
ジュニア・オールスター戦は女子プロレスの興行。キャリア5年未満の女子プロレスラーが団体の枠を越えて集うビッグイベントである。過去5回開催され、主催団体はそれぞれ異なる。

## 概要
1990年後半の女子プロレス界は対抗戦ブームが一段落しており、世代交代が課題として浮上していた。そんな中、各団体の有望若手選手を集めた興行が構想として練りこまれ、1996年に全日本女子プロレス主催の下、7団体30名の選手が参加して第1回が開催された。その後各団体持ち回りで毎年開催していくが、新人選手減少のため第3回を最後に休止。
しかし、2005年から2006年にかけて各団体に新人選手が多数入門してきたことから2006年に第4回ジュニア・オールスター戦が昨今の格闘技界において定着している大晦日興行として8年ぶりの復活を果たした。2007年も開催した。

## 第1回ジュニア・オールスター戦
主催：全日本女子プロレス
開催日：1996年5月18日
開催地：大田区体育館

### 参加選手
- 田村欣子（全女）
- 椎名由香（全女）
- 玉田りえ（全女）
- チャパリータASARI（全女）
- 府川由美（全女）
- サヤ・エンドー（全女）
- 元気美佐恵（全女）
- タニー・マウス（全女）
- 前川久美子（全女）
- 久住智子（JWP）
- 天野理恵子（JWP）
- 本谷香名子（JWP）
- 矢樹広弓（JWP）
- 宮口知子（JWP）
- 大向美智子（LLPW）
- 青野敬子（LLPW）
- 沖野小百合（LLPW）
- 植松寿絵（GAEA）
- 里村明衣子（GAEA）
- 加藤園子（GAEA）
- 永島千佳世（GAEA）
- 中野知陽呂（GAEA）
- 沼尾マキエ（GAEA）
- シュガー佐藤（GAEA）
- 白鳥智香子（Jd'）
- 上林愛貴（FMW）
- 市来貴代子（IWAジャパン）

大会MVP：里村明衣子
ベストバウト：田村欣子vs久住智子（全日本ジュニア選手権試合）

## 第2回ジュニア・オールスター戦
主催：GAEA JAPAN
開催年：1997年7月19日
開催地：横浜文化体育館

### 参加選手
- 里村明衣子（GAEA）
- 加藤園子（GAEA）
- 植松寿絵（GAEA）
- 沼尾マキエ（GAEA）
- シュガー佐藤（GAEA）
- 永島千佳世（GAEA）
- 松本麻依子（GAEA）
- 石井里奈（GAEA）
- 広田紗久良（GAEA）
- 加藤天美（GAEA）
- 田村欣子（全女）
- 元気美佐恵（全女）
- タニー・マウス（全女）
- サヤ・エンドー（全女）
- 椎名由香（全女）
- 高橋奈苗（全女）
- 脇澤美穂（全女）
- 藤井巳幸（全女）
- 中西百重（全女）
- 久住智子（JWP）
- 宮口知子（JWP）
- 本谷香名子（JWP）
- 天野理恵子（JWP）
- 大隅紗理（JWP）
- 青野敬子（LLPW）
- 沖野小百合（LLPW）
- 和田部美穂（LLPW）
- 阿部幸江（Jd'）
- 曽我部美幸（Jd'）
- ザ・ブラディー（Jd'）
- 坂井澄江（Jd'）
- 小杉夕子（Jd'）
- 小山亜矢（大日本）
- 藤村奈々（大日本）
- 川崎美穂（大日本）
- 千春（SPWF）

大会MVP：田村欣子

## 第3回ジュニア・オールスター戦
主催：吉本女子プロレスJd'
開催年：1998年11月10日
開催地：後楽園ホール

### 参加選手
- 小杉夕子（Jd'）
- 坂井澄江（Jd'）
- 藪下めぐみ（Jd'）
- ファング鈴木（Jd'）
- エチセラ（Jd'）
- 神田菜々子（Jd'）
- 武藤裕代（Jd'）
- おばっち飯塚（Jd'）
- 脇澤美穂（全女）
- 藤井巳幸（全女）
- 中西百重（全女）
- 高橋奈苗（全女）
- 納見佳容（全女）
- 張替美佳（全女）
- ZAP磯崎（全女）
- 春山香代子（JWP）
- 倉垣靖子（JWP）
- 佐井富子（JWP）
- 渡辺えりか（JWP）
- 和田部美穂（LLPW）
- 佐藤めぐみ（LLPW）
- 石井里奈（GAEA）
- 広田さくら（GAEA）
- 松本麻依子（GAEA）
- 元川恵美（IWAジャパン）
- 西堀幸恵（IWAジャパン）
- 秋野美佳（アルシオン）
- 仲村由佳（ネオ・レディース）

## 第4回ジュニア・オールスター戦
主催：NEO女子プロレス
開催日：2006年12月31日
開催地：後楽園ホール
観衆：1,005人（満員）
この年はジュニア・オールスター戦開催に先立ち、第1・2回に出場した椎名由香の引退試合が第1試合として組まれた。

### 対戦結果
| 第1試合 椎名由香引退試合タッグマッチ30分1本勝負      |                                                  |                                            |
| ○吉田万里子（エスオベーション） 佐藤綾子（伊藤道場） | 22分7秒 蜘蛛絡み→レフェリーストップ TKO          | 勇気彩（NEO） 椎名由香（NEO）×             |
| 第2試合 シングルマッチ15分1本勝負                    |                                                  |                                            |
| ○江本敦子（フリー）                                  | 10分41秒 ダイビング・エルボードロップ→片エビ固め | 松本浩代（エスオベーション）×              |
| 第3試合 シングルマッチ15分1本勝負                    |                                                  |                                            |
| ○小林華子（伊藤道場）                                | 6分6秒 押さえ込み→体固め                         | みどり（伊藤道場）×                        |
| 第4試合 シングルマッチ15分1本勝負                    |                                                  |                                            |
| ○大木香（JWP）                                       | 3分52秒 前方回転エビ固め                         | 大畠美咲（JDスター）×                      |
| 第5試合 シングルマッチ15分1本勝負                    |                                                  |                                            |
| ○りほ（アイスリボン）                                | 3分28秒 変形鎌固め                               | 真琴（アイスリボン）×                      |
| 第6試合 シングルマッチ15分1本勝負                    |                                                  |                                            |
| ○バンビ（K-DOJO）                                    | 10分33秒 フェースバスター→体固め                 | 春日萌花（我闘姑娘）×                      |
| 第7試合 シングルマッチ15分1本勝負                    |                                                  |                                            |
| ○零（我闘姑娘）                                      | 8分30秒 シューティングスタープレス→片エビ固め    | チェリー（ユニオン）×                      |
| 第8試合 シングルマッチ15分1本勝負                    |                                                  |                                            |
| ○渋谷シュウ（JDスター）                              | 9分55秒 回転エビ固め                             | 栗原あゆみ（フリー）×                      |
| 第9試合 シングルマッチ15分1本勝負                    |                                                  |                                            |
| ○浦井百合（ガッツワールド）                          | 7分17秒 ダブルリスト・アームサルト               | 野崎渚（NEO）×                             |
| 第10試合 JWP認定ジュニア選手権試合30分1本勝負        |                                                  |                                            |
| ○中島安里紗（JWP・王者）                             | 7分58秒 キューティースペシャル                   | 石井美紀（我闘姑娘・挑戦者）×              |
| 第11試合 POP選手権試合60分1本勝負                    |                                                  |                                            |
| ×風香（JDスター・王者）                              | 14分27秒 たいようちゃんボム→エビ固め             | 夏樹☆たいよう（SUN・挑戦者）○              |
| 第12試合 タッグマッチ30分1本勝負                     |                                                  |                                            |
| 市井舞（伊藤道場） ○佐藤綾子                         | 17分15秒 ジャーマン・スープレックス・ホールド    | 木村響子（フリー） 希月あおい（我闘姑娘）× |

### 各賞
- 大会MVP：夏樹☆たいよう
- ベストバウト：渋谷シュウvs栗原あゆみ

## 第5回ジュニア・オールスター戦
主催：JWP女子プロレス
開催日：2007年12月31日
開催地：後楽園ホール
観衆：882人

### 対戦結果
| 第1試合 シングルマッチ15分1本勝負 |                                         |                                                                                   |
| ○野崎渚（NEO） | 7分29秒 ダイビング・ボディプレス→体固め | 新関真由香（JWP）×                                                                |
| 第2試合 タッグマッチ15分1本勝負 |                                         |                                                                                   |
| 十文字姉妹（センダイガールズ） ○仙台幸子 DASH・チサコ                                                                                           | 12分59秒 ウラカンラナ                   | 紫雷姉妹（TEAM MAKEHEN） 紫雷美央× 紫雷イオ                                       |
| 第3試合 ジュニアバトルロイヤル時間無制限（オーバー・ザ・トップロープルール）                                                                    |                                         |                                                                                   |
| ○中川ともか（エスオベーション） | 9分47秒 唸れ剛腕→片エビ固め             | 石井美紀（アイスリボン）×                                                         |
| ※退場順：フランソワーズ☆（LLPW）、浦井百合（ガッツワールド）、水沼美加（IGF）、真琴（アイスリボン）、森居知子（伊藤道場）、佐藤綾子（伊藤道場） |                                         |                                                                                   |
| 第4試合 6人タッグマッチ30分1本勝負 |                                         |                                                                                   |
| ○渋谷シュウ（フリー） チェリー（ユニオン） 大木アスカ（JWP）                                                                                    | 18分24秒 サタニコ                       | 大畠美咲（エスオベーション）× 華名（フリー） 中川ともか                           |
| 第5試合 タッグマッチ30分1本勝負 |                                         |                                                                                   |
| ○夏樹☆たいよう（SUN） 風香（フリー） | 17分9秒 たいようちゃん☆ボム             | 桜花由美（WAVE） ×市井舞（伊藤道場）                                              |
| 第6試合 6人タッグマッチ30分1本勝負 |                                         |                                                                                   |
| ○中島安里紗（JWP） 松本浩代（エスオベーション） 小林華子（伊藤道場）                                                                            | 19分29秒 キューティースペシャル         | 希月あおい（アイスリボン） 勇気彩（NEO） ティラノサウルス奥田（センダイガールズ） |

### 各賞
- 大会MVP：中島安里紗
- ベストバウト：中島＆松本＆小林vs奥田＆希月＆勇気

※ 所属団体およびリングネームはいずれも開催当時のもの。